# Black Dawn
Black Dawn är en amerikansk actionfilm från 2005 i regi av Alexander Gruszynski med Steven Seagal i huvudrollen.

## Handling
Den före detta CIA-agenten Jonathan Cold (Seagal) dyker upp igen på byråns radar när han fritar en farlig vapenhandlare från fängelset och ger sig av för att hjälpa en grupp terrorister att komma över kärnvapen, som ska användas i en attack mot USA. Cold har tidigare dödförklarats, så hur kan han plötsligt dyka upp? Och varför hjälper han terroristerna? CIA är sanningen på spåren när terroristerna saboterar utredningen och lämnar landet utan försvar. På vems sida står egentligen Cold? 

## Uppföljare
- Detta är uppföljaren till The Foreigner.

## Rollista (i urval)
- Steven Seagal - Jonathan Cold
- Tamara Davies - Agent Amanda Stuart
- John Pyper-Ferguson - James Donovan
- Julian Stone - Michael Donovan